# Benzoylecgonin
Benzoylecgonin ist der Hauptmetabolit von Kokain. Es wird in der Leber gebildet und über den Urin ausgeschieden. Bei den meisten Kokain-Drogentests und bei Abwasseruntersuchungen auf Kokainkonsum wird auf diese Verbindung getestet.

## Biochemie und Physiologie
Chemisch gesehen ist Benzoylecgonin der Benzoat-Ester von Ecgonin. Es ist ein primärer Metabolit von Kokain, und pharmakologisch inaktiv. Benzoylecgonin ist die korrespondierende Carbonsäure von Kokain, bzw. Kokain der Methylester von Benzoylecgonin. Die Verbindung entsteht in der Leber beim Abbau von Kokain durch Hydrolyse, katalysiert durch Carboxyl-Esterasen, und wird anschließend über den Urin ausgeschieden. Benzoylecgonin lässt sich leicht durch Kochen von Kokain in Form der freien Base in Wasser synthetisieren.

## Vorkommen im Trinkwasser
Benzoylecgonin kommt manchmal im Trinkwasser vor. 2005 fanden Wissenschaftler im italienischen Fluss Po überraschend große Mengen Benzoylecgonin und schätzten anhand der Konzentration die Zahl der Kokainkonsumenten in der Region. 2006 wurde im Schweizer Skiort St. Moritz eine ähnliche Studie durchgeführt. Dabei wurde anhand von Abwasser der tägliche Kokainkonsum der Bevölkerung geschätzt. Eine im Vereinigten Königreich durchgeführte Studie fand Spuren von Benzoylecgonin im Trinkwasser des Landes, zusammen mit Carbamazepin (einem Antikonvulsivum) und Ibuprofen. Die Mengen der gefundenen Verbindungen waren mehrere Größenordnungen niedriger als die therapeutische Breite und stellten daher kein Risiko für die Bevölkerung dar.
Vorstudien an ökologischen Systemen zeigen, dass Benzoylecgonin potenziell toxisch ist und in umweltrelevanten Konzentrationen negative ökologische Auswirkungen hat. Deshalb werden Möglichkeiten erforscht, Benzoylecgonin durch erweiterte Oxidation und Photokatalyse in der Umwelt abzubauen, um die Konzentrationen in Abwässern und Oberflächengewässern zu reduzieren.